# فیلیپ بریدلاو
فیلیپ بریدلاو (انگلیسی: Philip Breedlove؛ زادهٔ ۲۱ سپتامبر ۱۹۵۵) ژنرال بازنشسه نیروی هوایی ایالات متحده آمریکا است، که در فاصله سال‌های ۲۰۱۳ تا ۲۰۱۶ به‌عنوان فرمانده عالی متفقین اروپا فعالیت می‌کرد و با حفظ سمت فرماندهی اروپایی ایالات متحده آمریکا را برعهده داشت.
بریدلاو فعالیت نظامی را از سال ۱۹۷۷ در نیروی هوایی آمریکا آغاز کرد، از ۲۰۰۶ تا ۲۰۰۸ فرماندهی نیروی هوایی سوم را برعهده داشت، از ۲۰۰۹ تا ۲۰۱۱ معاون طرح و عملیات نیروی هوایی آمریکا بود و از ۲۰۱۱ تا ۲۰۱۲ به‌عنوان جانشین رئیس ستاد نیروی هوایی فعالیت می‌کرد. 
وی از ۲۰۱۲ تا ۲۰۱۳ فرمانده نیروی هوایی ایالات متحده آمریکا در اروپا بود و از ۲۰۱۳ تا ۲۰۱۴ فرماندهی نیروهای هوایی ایالات متحده آمریکا در اروپا و آفریقا را برعهده داشت.